# Oblężenie Hippony przez Wandalów
Oblężenie Hippony przez Wandalów – czternastomiesięczne działania wojenne w okresie ekspansji Wandalów w Afryce Północnej, prowadzone od maja–czerwca 430 roku, skierowane na zajęcie przez nich Hippony.
W okresie ekspansji Wandalów – po ich przeprawie z Europy do Afryki Północnej – dochodziło do większych lub mniejszych starć z regularną armią rzymską. Jedna z takich potyczek miała miejsce nieopodal Hippony. Wojska Genzeryka rozbiły oddział kierowany przez komesa Bonifacjusza. Niedobitki armii rzymskiej ukryły się za murami Hippony. Wśród uwięzionych za murami oblężonego miasta znalazło się wielu biskupów afrykańskich – w tym biskup Augustyn (zmarł w okresie oblężenia) – co pozytywnie wpływało na morale ludności. 
Wojska Genzeryka rozpoczęły czternastomiesięczne oblężenie miasta. Po upływie tego okresu niespodziewanie dla Rzymian wycofały się prawdopodobnie w celu realizacji manewru taktycznego. Mieszkańcy Hippony, wykorzystując odstąpienie Wandalów od miasta, opuścili je. Wyludniona Hippona bez większych przeszkód została zajęta przez najeźdźców.